# Comuna Mîzînivka, Zvenîhorodka
Mîzînivka (în ucraineană Мизинівка) este o comună în raionul Zvenîhorodka, regiunea Cerkasî, Ucraina, formată din satele Mîzînivka (reședința) și Stara Buda.

## Demografie
Componența lingvistică a comunei Mîzînivka
     Ucraineană (99,82%)
     Alte limbi (0,18%)
Conform recensământului din 2001, majoritatea populației comunei Mîzînivka era vorbitoare de ucraineană (99,82%), existând în minoritate și vorbitori de alte limbi.